# Сикама
Сикама (яп. 色麻町 Сикама-тё:) — посёлок в Японии, находящийся в уезде Ками префектуры Мияги. Площадь посёлка составляет 109,23 км², население — 7339 человек (31 июля 2014), плотность населения — 67,19 чел./км².

## Географическое положение
Посёлок расположен на острове Хонсю в префектуре Мияги региона Тохоку. С ним граничат города Сендай, Осаки, Обанадзава, посёлки Ками, Тайва и село Охира.

## Население
Население посёлка составляет 7339 человек (31 июля 2014), а плотность — 67,19 чел./км². Изменение численности населения с 1980 по 2005 годы:
| 1980 | 8865 чел. |  |
| 1985 | 8794 чел. |  |
| 1990 | 8717 чел. |  |
| 1995 | 8463 чел. |  |
| 2000 | 8162 чел. |  |
| 2005 | 7856 чел. |  |

## Символика
Деревом посёлка считается сакура.